# Ceylon Police Medal
De Ceylon Police Medal was een Britse koloniale onderscheiding. De medaille werd toegekend voor dapperheid of verdienste in het Ceylonese politiekorps. In 1948 werd Ceylon onafhankelijk.
De medaille werd ook geslagen voor de onafhankelijk geworden Dominion Ceylon, van 1948 tot 1972 een dominion binnen het Gemenebest.
De medaille werd ingesteld op 23 februari 1932 in een Koninklijk Besluit ("Royal Warrant") van koning George V, keizer van India. In december 1944 werd het besluit genomen om de Ceylon Police Medal in het vervolg in twee uitvoeringen uit te reiken: voor moed ("gallantry") of voor verdiensten ("distinguished service"). Deze praktijk sloot aan bij de wijze waarop in de rest van het Britse Rijk politiemedailles werden verleend.
Een Royal Warrant van 19 juni 1950 regelde de toekenning van de Ceylon Police Medal in de pas gestichte Dominion Ceylon. Na het uitroepen van de Republiek Ceylon in 1972 werd de Ceylonese Sri Lanka Police Weeratha Padakkama ingesteld.

## De medaille
De ronde zilveren  medaille werd met een eenvoudige zilveren gesp aan zijden lint op de linkerborst gedragen. Op de voorzijde stond van 1932 tot 1952 het portret van Koning George VI met het rondschrift:
GEORGIVS VI D: G: BR: OMN: REX ET INDIAE IMP:
In 1947 verviel de titel Keizer van India. Nadat de parlementen van het Verenigd Koninkrijk en de Dominions de Koninklijke titel bij wet hadden gewijzigd werd dit veranderd in:
GEORGIVS VI DEI GRA: BRITT: OMN: REX FID: DEF: Æ
Onder Elizabeth II die sinds 1952 regereerde was het rondschrift:
ELIZABETH II DEI GRA: BRITT: OMN: REG. FID: DEF: Æ
Technisch gezien was de Britse koning of regerende koningin het staatshoofd van Ceylon. De diameter is 36 millimeter.
Op de keerzijde staat de tekst "CEYLON POLICE SERVICE" onder het embleem van het politiekorps met de opdracht "FOR GALLANTRY" of "FOR DISTINGUISHED SERVICE".
Het 34 millimeter brede lint is voor dapperheid bruin met een donkerblauw-lichtblauw-wit-rood-witte bies. ~Zoals gebruikelijk bij de Britse en koloniale politiemedailles voor verdienste ontbreekt daar de smalle rode lijn in de witte strepen.
Tussen 1950 en 1972 werd de Ceylon Police Medal "for Gallanty" of "For Merit" verleend. Er was ook een gesp op het lint van een eerder verleende medaille.